# عبد الله العرادة
عبد الله متعب مسفر مرزوق العرادة من مواليد 1956، نائب سابق في مجلس الأمة الكويتي.

## مسيرته العلمية
- بكالوريوس من كلية التربية - جامعة الكويت .
- ماجستير في الإدارة التربوية.
- دكتوراة في الاعلام التربوي.

## حياته العملية
- إمام وخطيب في وزارة الاوقاف والشؤون الإسلامية.
- مدير مدرسة في وزارة التربية.
- مدير مشروع غراس التربوي للعام 2005م.

## عضوياته
- عضو في مجلس الأمة الكويتي للعام 1999م-2003م.[2]
- عضو لجنة الداخلية والدفاع - مجلس الأمة الكويتي .[3]
- عضو لجنة الشؤون الصحة والعمل - مجلس الأمة الكويتي .

## أبرز مواقفه في مجلس الأمة
| الكتل                             | إسلامي مستقل |
| حقوق المرأة السياسية (1999)       | غير موافق    |
| تجنيس البدون (2000)               | موافق        |
| استجواب الوزير عادل الصبيح        | ضد الاستجواب |
| استجواب الوزير يوسف الإبراهيم     | مع الاستجواب |
| استجواب الوزير محمد ضيف الله شرار | ضد الاستجواب |